# Nichola Goddard
Le capitaine Nichola Kathleen Sarah Goddard (2 mai 1980 – 17 mai 2006) fut la première militaire de l'histoire du Canada à tomber au combat et le 16e soldat canadien mort en opération en Afghanistan.
L'incident survint le 17 mai 2006 pendant un échange de tir dans le district de Panjwaye. 